# Dino Liviero
Dino Liviero (Castelfranco Veneto, 30 mei 1938 - 6 mei 1970) was een Italiaans wielrenner.

## Belangrijkste overwinningen
1958
- Trofeo Banca Popolare di Vicenza

1960
- 1e etappe Rome-Napels-Rome
- Ronde van Campanië

1962
- 1e etappe Ronde van Italië

## Resultaten in voornaamste wedstrijden
| Jaar | Ronde van Italië | Ronde van Frankrijk | Ronde van Spanje |
| ---- | ---------------- | ------------------- | ---------------- |
| 1959 |                  |                     |                  |
| 1960 | 74e              |                     |                  |
| 1961 | opgave           |                     |                  |
| 1962 | opgave (1)       |                     |                  |
| 1963 | opgave           |                     |                  |
| 1964 | 84e              |                     |                  |

| Jaar | Milaan-San Remo | Ronde van Lombardije |
| ---- | --------------- | -------------------- |
| 1959 |                 | 117e                 |
| 1960 |                 | 106e                 |
| 1961 | 6e              |                      |
| 1962 | 51e             |                      |
| 1963 | 36e             |                      |
| 1964 | 23e             |                      |